# Hesham Yakan
Hesham Yakan (en árabe: هشام يكن‎; El Cairo, Egipto, 10 de agosto de 1962) es un exfutbolista de Egipto que jugaba en la posición de defensa. Es hijo del también futbolista Yaken Zaki.

## Carrera

### Club
Jugó toda su carrera con el Zamalek SC de 1982 a 1995, equipo con el que fue campeón nacional de liga en cuatro ocasiones, ganó una copa nacional, tres veces la Copa Africana de Clubes Campeones, una supercopa de la CAF y una Copa Afroasiática.

### Selección nacional
Jugó para Egipto en 64 ocasiones de 1984 a 1993, participó en la Copa Mundial de Fútbol de 1990 y en dos ediciones de la Copa Africana de Naciones.

## Logros
- Primera División de Egipto; 1983/84, 1987/88; 1991/92, 19992/93
- Copa de Egipto: 1987/88
- Copa Africana de Clubes Campeones: 1984, 1986, 1993
- Supercopa de la CAF: 1994
- Copa Afroasiática: 1988